# Jangokushi: Haō no Saihai
Jangokushi: Haō no Saihai (雀國志 ～覇王の采牌～) est un jeu vidéo de réflexion du type puzzle développé et édité par Capcom en mai 1999 sur CP System II,.